# Kotlaska
Kotlaska je zaniklá usedlost v Praze 8-Libni. Stála mezi ulicemi Kotlaska a Nad Kotlaskou jižně pod vrchem Hájek. Z východu je areál uzavřen železniční tratí.

## Historie
Pod libeňským vrchem Hájek se rozkládala vinice původně zvaná Brindischova, posléze Primaska (jejím držitelem byl patrně primátor pražský). Na ní byly na konci 18. století postaveny dvě usedlosti. Ve 30. letech 19. století je koupil společně se statkem U Helmů podnikatel Antonín Gottlas. Usedlosti spojil v jednu, založil v jedné z nich (v Šetelce) kartounku a koupil barvírny na Slovanském ostrově. V polovině 40. let se dostal do finančních potíží, přišel o úvěr a z dluhů se již nedostal.

### Továrna na dýmky
Na konci 19. století v Kotlasce založil Zikmund Thein továrnu na porcelánové dýmky. Roku 1892 byla do usedlosti stavitelem Pilcem vestavěna pec na vypalování porcelánu, později směrem východním k železniční trati byla přistavěna tavírna a další pece. Roku 1912 se továrna rozšířila jižním směrem přístavbou třípatrové provozovny podle plánů Jindřicha Pollerta. Po 1. světové válce se zde vyráběl elektrotechnický porcelán, od roku 1925 zde sídlila přidružená firma Eduard Fusek, která vyráběla mimo jiné pojistky a vypínače.
Při stavbě Holešovické přeložky roku 1978 byla továrna částečně zbourána, dochovaly se pouze některé budovy postavené roku 1912. Po jejich pozdější přestavbě zde vznikl pension.